# Availles-Thouarsais
Availles-Thouarsais är en kommun i departementet Deux-Sèvres i regionen Nouvelle-Aquitaine i västra Frankrike. Kommunen ligger i kantonen Airvault som tillhör arrondissementet Parthenay. År 2022 hade Availles-Thouarsais 184 invånare.

## Befolkningsutveckling
Antalet invånare i kommunen Availles-Thouarsais
| Referens: INSEE |